# موزه ملی آثار باستانی (لیدن)

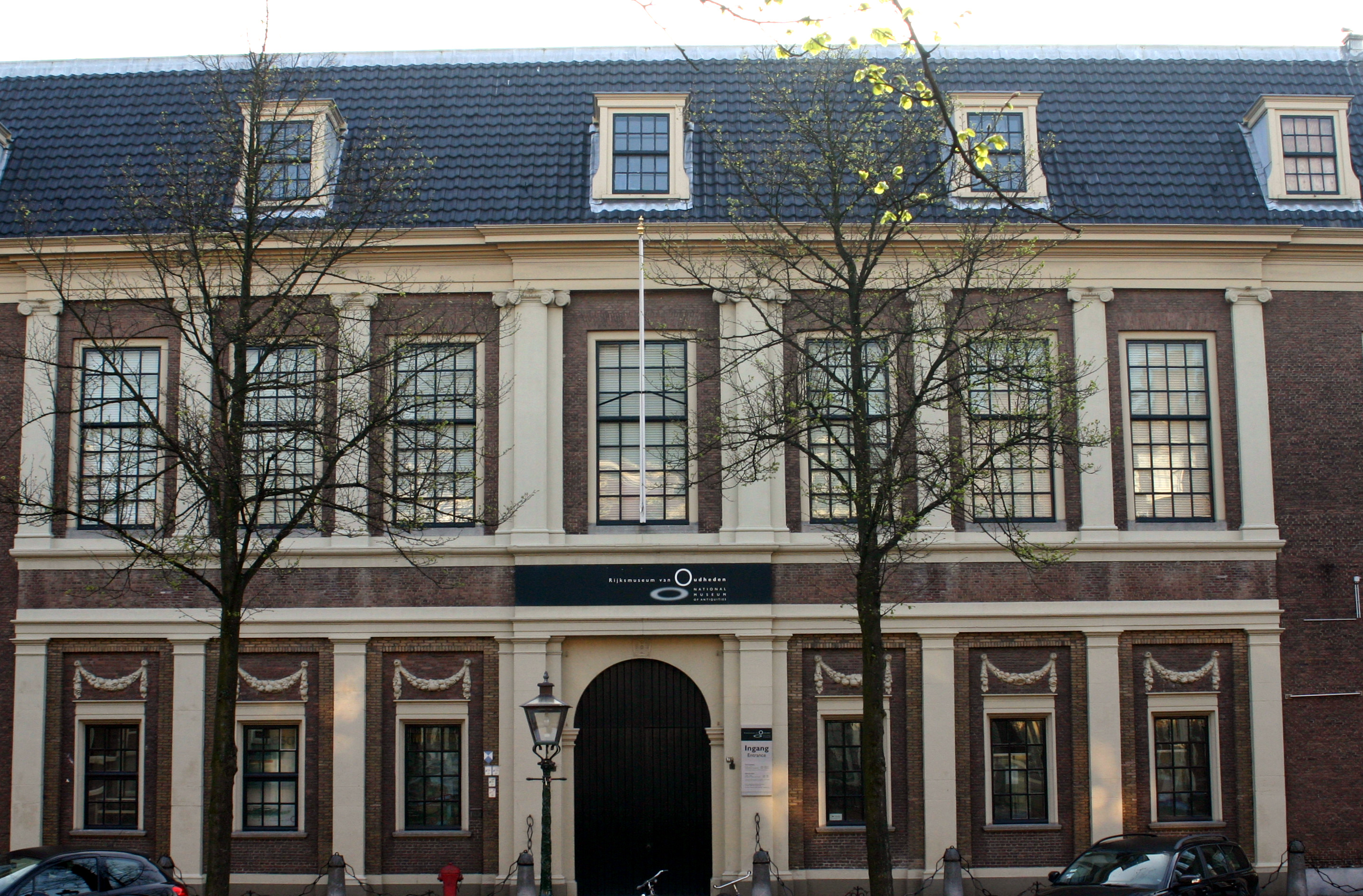
موزه ملی آثار باستانی در لیدن، هلند

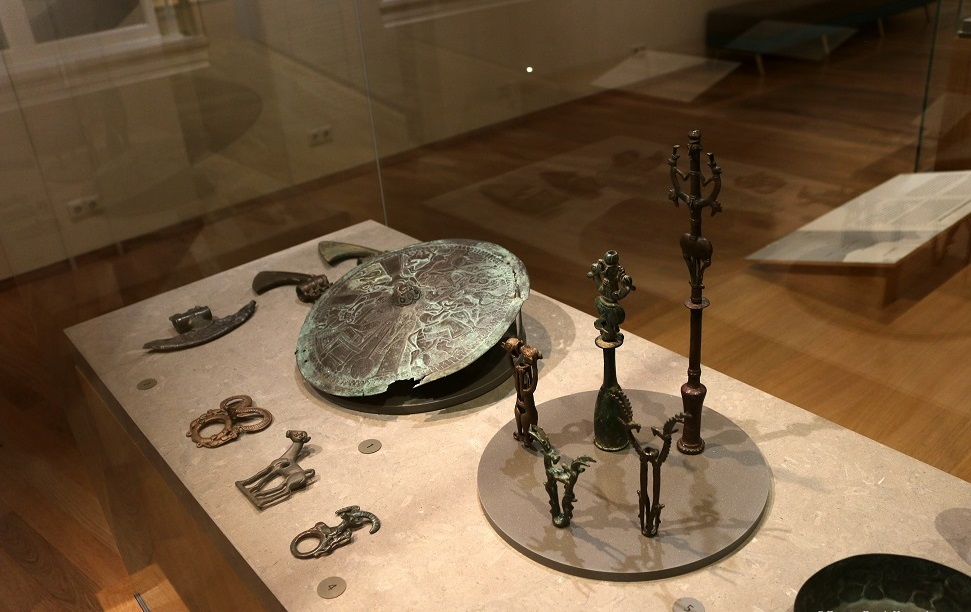
فلزکاری‌های باستانی ایران در موزه ملی آثار باستانی، لیدن

موزه ملی آثار باستانی (هلندی: Rijksmuseum van Oudheden) موزه‌ای است با تمرکز بر تمدن خاور نزدیک، مصر، روم و یونان که در شهر لَیدن در هلند فعال است. این موزه دارای همکاری تنگاتنگ با بخش باستان‌شناسی دانشگاه لیدن است.
موزه ملی آثار باستانی در سال ۱۸۱۸ میلادی بنیان نهاده شده‌است اما پیشینه گردآوری اشیا برای آن به سال ۱۷۵۰ بازمی‌گردد.
در تالار خاورنزدیک موزه، اشیا گوناگونی از تمدن ایرانی نیز نگهداری می‌شود از جمله برنزهای لرستان، جواهرات و سرامیک.